# 화기

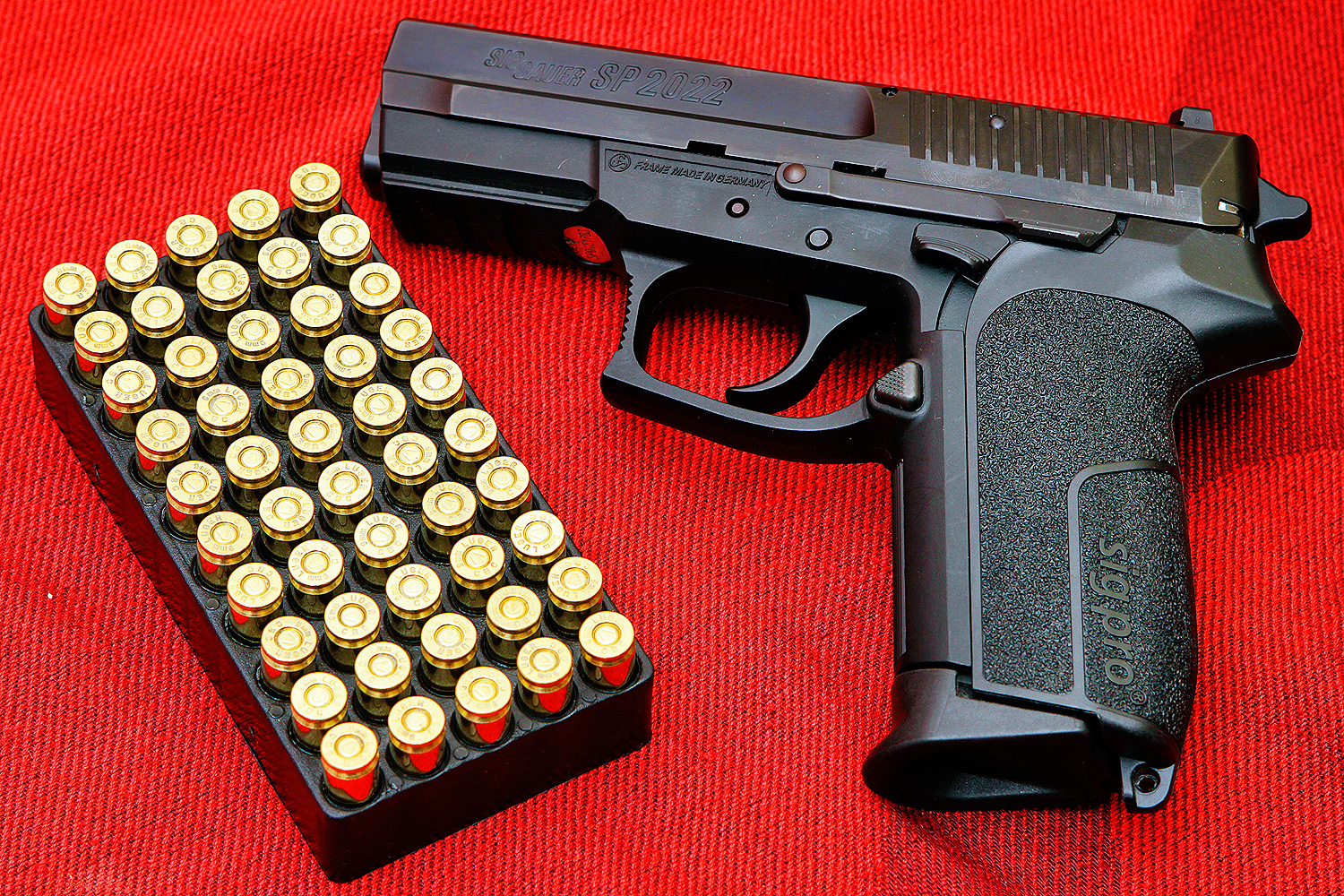
권총

화기(火器, 영어: firearm)는 화약을 이용하여 탄약과 탄알 등을 발사하는 대포와 총 등의 무기를 말한다. 이 용어는 여러 국가에서 법적으로 더 자세히 정의된다(법적 정의 참조). 현대 화기는 구경으로 설명할 수 있다. 권총과 소총의 경우 밀리미터 또는 인치(예: 7.62mm 또는 0.308인치)로 표시되고, 산탄총의 경우 게이지(예: 12ga 및 20ga)로 표시된다. 또한 사용된 동작 유형(예: 전장 총포, 후장 총포, 레버, 볼트, 펌프, 리볼버, 반자동, 자동화기 등)과 일반적인 이동 수단(예: 손에 쥐거나 기계적 장착)으로 설명된다. 추가 분류에서는 사용된 총신 유형, 총신 길이(예: 24인치), 발사 메커니즘(예: 화승총, 치륜총, 수발총,  또는 뇌관 장치), 설계의 주요 용도(예: 사냥용 소총) 또는 특정 변형에 대해 일반적으로 허용되는 이름(예: 개틀링 건)이 있다.
사수는 철 조준경이나 광학 조준경을 사용하여 손과 눈의 협응으로 목표물에 화기를 조준한다. 권총의 정확한 사거리는 일반적으로 100미터(110야드, 330피트)를 초과하지 않는 반면, 대부분의 소총은 철 조준기를 사용하면 500미터(550야드, 1,600피트)까지 정확하고 광학 조준기를 사용하면 더 먼 거리까지 정확하다. (화기의 탄약은 정확한 범위를 훨씬 넘어서 위험하거나 치명적일 수 있다. 안전을 위한 최소 거리는 정확도를 위해 지정된 범위보다 훨씬 더 크다.) 특수 목적으로 제작된 저격소총과 대물소총은 2,000미터(2,200야드) 이상의 사거리까지 정확하다.

## 역사

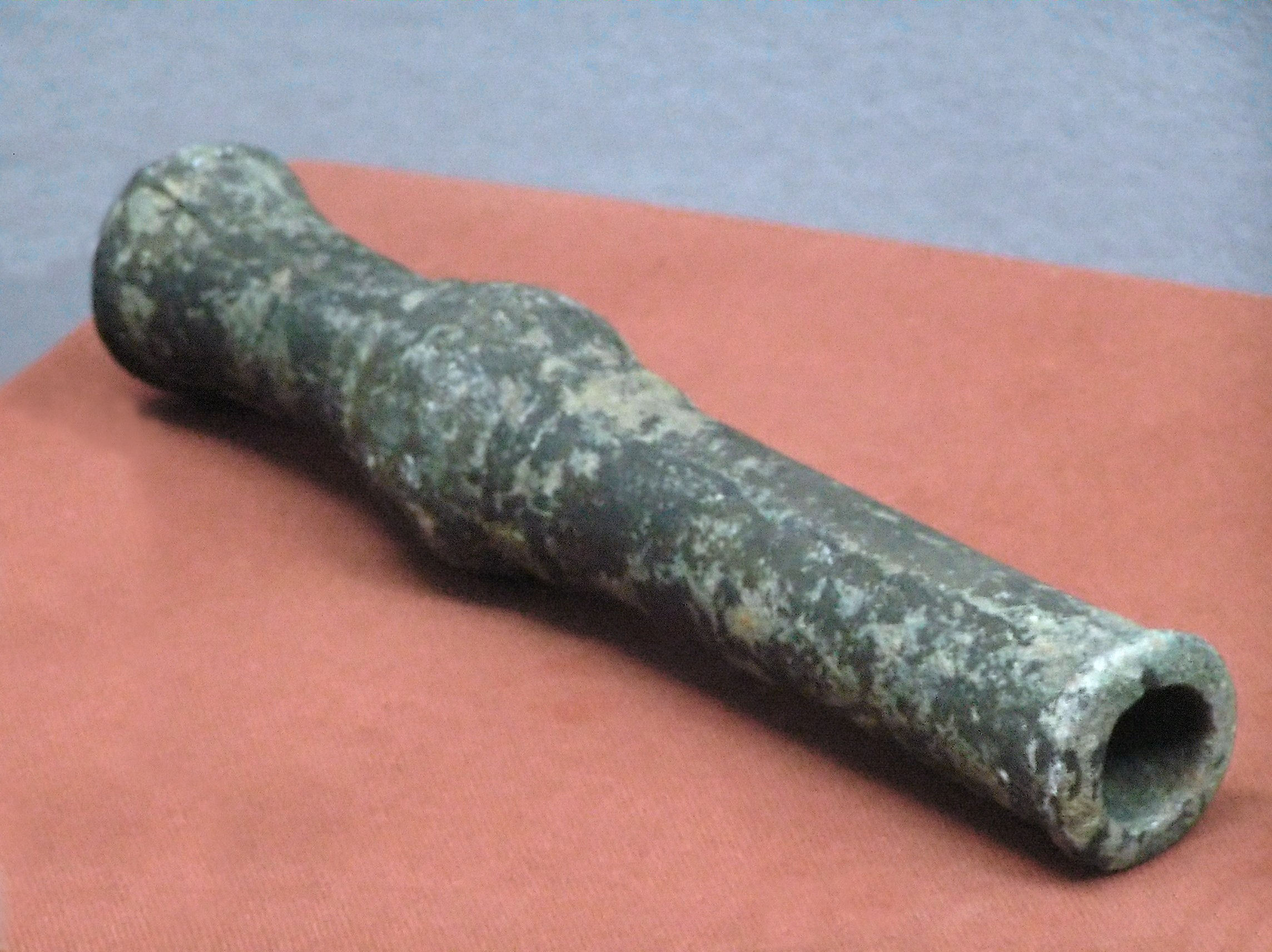
원나라 시기에서 제작된 화포

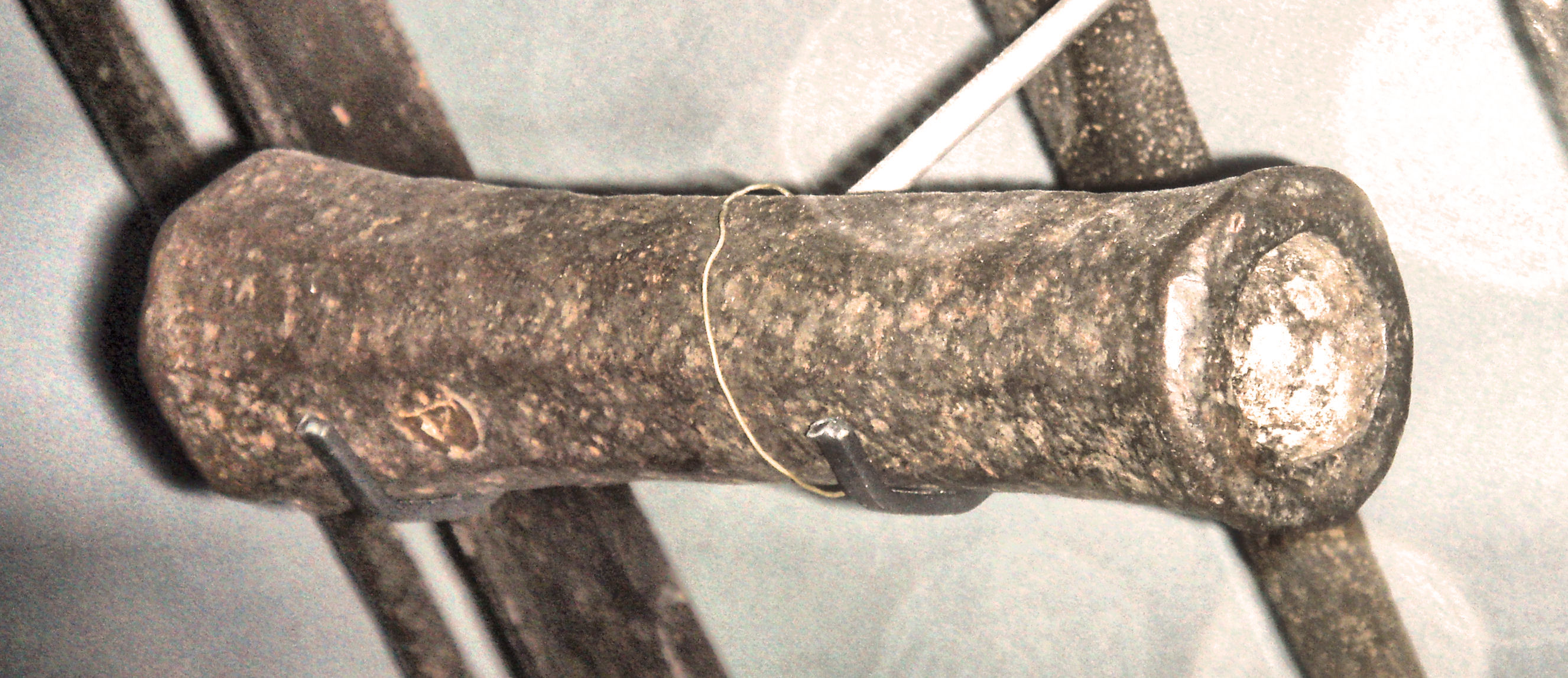
중세 유럽에서 사용된 화포

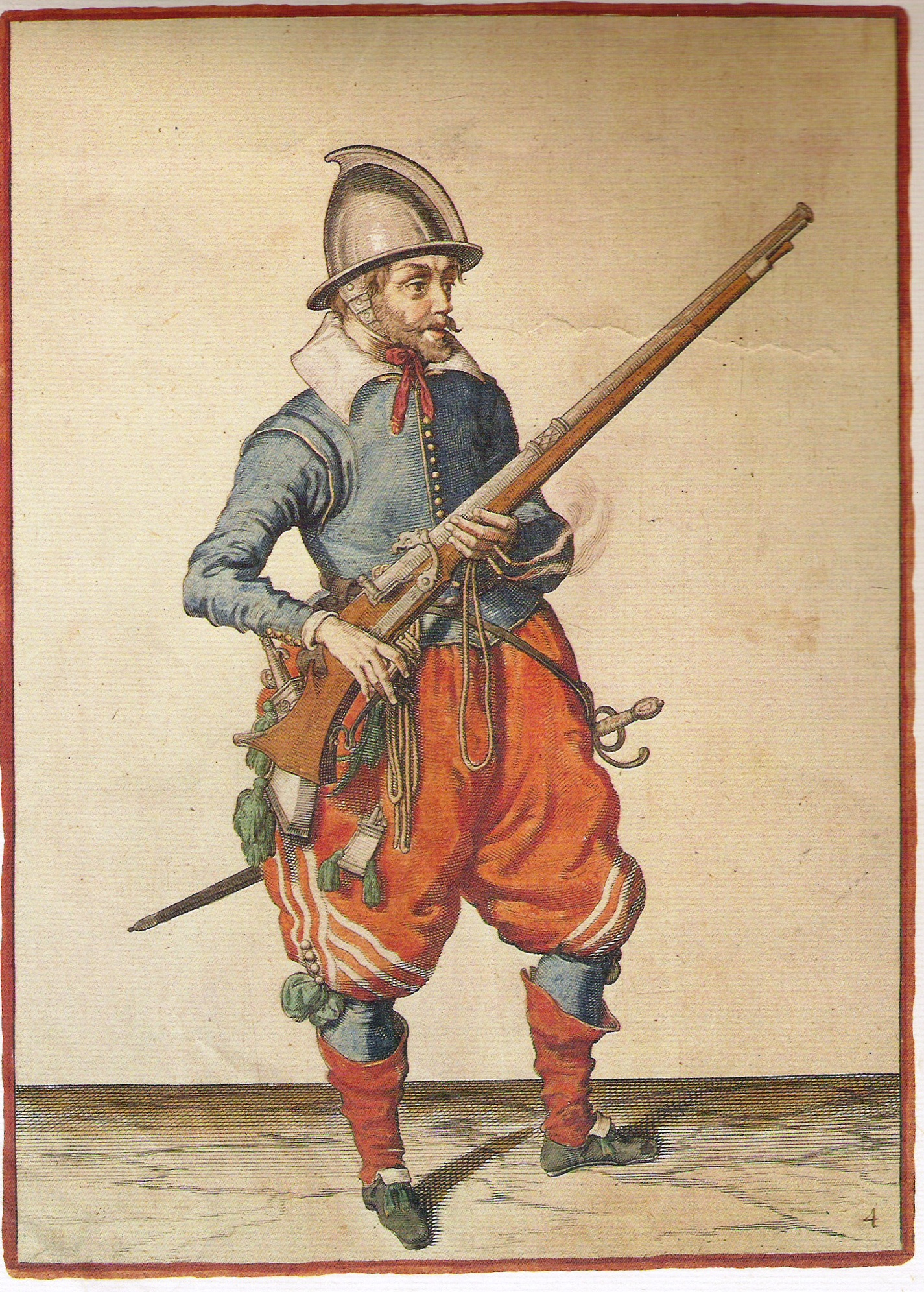
중세시대의 화기 회화

화약은 본래 고대 중국과 인도에서 처음 유래되었다. 중국에서는 당나라 시기부터 화약을 무기로 사용하였으며, 최초의 화기는 10세기 중국에서 시작되었다. 당시 화약과 탄알이 담긴 대나무 관을 창에 장착하여 한 사람이 작동할 수 있는 화창을 만들었고, 나중에 이 창은 1132년에 발발한 덕안 공성전 당시에 충격 무기로서 효과적으로 사용되었다. 13세기에는 화염창 통이 금속 관으로 교체되어 금속 통이 달린 핸드 캐넌으로 변형되었으며, 원나라 시기에는 화포가 제작되었다. 한국에서는 고려말기에 화약을 제조하는 기술이 한반도에 유입되었다. 이처럼 화기의 보급은 14세기에 유라시아 전역으로 점차 확산되면서 전쟁의 역사를 크게 바꾸었는데, 처음에 화기를 사용할 시 일반적으로 추진제로 오직 흑색 화약만을 사용했지만, 점차 화기의 발달이 끊이지 않으면서 현대에서는 무연 분말이나 기타 추진제를 추가해서 사용하는 화기도 개발되고 있다. 또한 대부분의 현대 화기(활강 산탄총 제외)에는 향상된 비행 안정성을 위해 발사체에 회전을 전달하는 강선 총신이 있다.

## 원리
한쪽 끝이 막힌 통에 화약을 넣고 물체를 넣은 후 화약을 폭발시키면 폭발하는 힘에 의해 물체가 발사된다. 발사체의 크기나 종류가 다를지라도 기본 원리는 같다. 초기에는 화기안에 직접 화약을 넣고 폭발시켰으나 연속적인 발사와 화기 관리의 효율성을 위해 탄피에 화약을 넣고 탄두를 장착한 탄약을 화기에 장전하는 방식으로 발전하였다.

## 종류
화약의 이용 방법에 따라 다음과 같이 화기의 종류를 구분할 수 있다.
- 총기: 소형 무기로 한 사람 또는 두 세 사람이 다루는 무기를 말한다. 권총, 소총, 산탄총, 저격총, 기관총, 기관단총, 자동소총, 돌격소총, 전투소총 등이 있다.
- 대포: 총기와 같은 원리를 이용하나 발사체의 크기가 큰 무기이다. 곡사포, 자주포 등이 있다.

## 같이 보기
- 소총
- 저격소총
- 돌격소총
- 전투소총
- 총기
- 무기